# 田納西 (電影)
《田纳西》（英語：Tennessee）是玛丽亚·凯莉主演的美国小成本独立电影，由曾指导过奥斯卡获奖影片的李丹尼尔担任制片，讲述了一对亲兄弟寻找父亲的旅程，该片已经拍摄完毕并于2008年4月26日在纽约Tribeca电影节的发现单元首映。2008年5月和9月，该片分别参映法国戛纳电影节及纽约城市世界电影节。

## 故事梗概
当出租车司机卡特得知他的弟弟埃利斯不幸罹患白血病后，他决定从新墨西哥到田纳西找寻与他们关系疏远的父亲进行骨髓移植手术，半途中偶遇到婚姻不幸但一心想成为乡村歌手的酒吧女招待克莉丝朵（玛丽亚·凯莉饰），克莉丝朵加入了他们的旅途，但他们的努力最终仍無法拯救埃利斯的性命，但在埃利斯去世之后，哥哥卡特才终于得知弟弟长久以来心底里的一个秘密。

## 剧情介绍
18岁的卡特驾驶着一辆旧车奔驰在离开堪萨斯州的路上，他粘着血痕的嘴唇仿佛在宣告着他已获得自由，并开始一段新的人生。
二十年后的卡特与弟弟埃利斯定居在新墨西哥州，卡特以开出租车为生，弟弟是一位业余的风光摄影师，他们居无定所，过着相当拮据的日子。一日埃利斯突然流血不止并被医生诊断为急性白血病，更为糟糕的是，卡特经过检验与弟弟的骨髓并不配型，于是埃利斯打算前往田纳西寻找他们的父亲，这是他唯一的生存希望，埃利斯偷偷给父亲写了封信，并将自己的计划告诉了卡特。但是卡特似乎对埃利斯的计划心存芥蒂，过去不愉快的记忆像潮水般向他涌来，他依稀想起了那个叫做劳雷尔的漂亮女孩。

电影《田纳西》剧照

他们决定不再耽搁并启程前往田纳西，一路上两兄弟谈及了不少儿时的经历。他们夜里露宿路旁，卡特梦到儿时被酒醉的父亲殴打，他从梦中惊醒，喝了半瓶威士忌后才平息下来。
他们的车子在德克萨斯州发生故障，於是兩人便在餐厅用餐，不過却发现手头的现金只能维持购买一人份的早餐。餐厅的女招待克莉丝朵发现他们手头拮据，并自发为他们购买了燻肉和咖啡。当埃利斯得知克莉丝朵一直梦想着有一天可以成为一名乡村歌手时，他邀请她一道同行前往，而田纳西州正是美国乡村音乐的发源地，虽然克莉丝朵一开始婉拒了他们的邀请，但终于被两兄弟说服。在克莉丝朵回住所收拾行李的路上，她向两兄弟透露自己已婚，她的丈夫弗兰克是一名警察。克莉丝朵神色紧张地收拾完行李后，便和两兄弟开着自己的黄色的福特野马车出发了。
他们一路又经过奧克拉荷馬州和阿肯色州后，途中亦发生了一些不愉快，但他们亦加深了了解，克莉丝朵声称他的丈夫对他并不和善，与其说前往田纳西是追逐梦想，但同时也是一种躲避，埃利斯也透露给克莉丝朵他们此行的真正目的。另一方面，克莉丝朵的丈夫在回家后发现车子和妻子失踪，他四处查探，找到了一些线索。
他们为躲避克莉丝朵的丈夫的追踪转乘火车，并最终抵达了目的地田纳西，但他们已经身无分文，克莉丝朵提议当掉自己的吉他，但卡特显然有更好的主意，恰好当地一酒吧正在举办歌唱比赛，克莉丝朵取得了冠军并赢得了奖金，之后克莉丝朵与两兄弟分别并重新回到酒吧，却发现自己的丈夫弗兰克已经赶来，他试图劝说克莉丝朵回心转意，但克莉丝朵拒绝了他并执意留在田纳西。
两兄弟继续踏上寻父的路途，在车上他们也回忆起关于父亲的一些零碎的美好记忆，其中的一个细节是他的父亲总会带他们到飞机场，躺在跑道上看飞机起落，埃利斯又开始流血不止，卡特不得不将他送至医院，卡特决意自己寻找父亲，弟弟请求哥哥拍摄一些附近山川的照片，而對街的一間中学似乎是个不错的拍摄点。卡特答应弟弟在拍摄照片的时候，意外在中学校園裡看見了自己一直喜欢的女孩劳雷尔。
在卡特去寻找父亲的时候，埃利斯独自离开医院并交给一个出租车司机一箱东西。卡特终于打听到父亲的下落，但可惜父亲早已过世，他返回医院，像他们小时候一样带着弟弟去机场看着飞机起飞降落。
克莉丝朵也来到医院探望，并唱歌给埃利斯听，弟弟埃利斯在哥哥的身旁斷了氣。
弟弟死后，卡特过去悲伤的记忆宣泄出来，他回顾这整段旅程，他还想起曾经父亲对母亲和自己的虐待，想起自己对父亲的反抗，想起他带着弟弟和母亲离开田纳西，想起离开那个叫劳雷尔的女孩。
当卡特最后一次来到父亲的墓前，墓园主人交付给他一个盒子，那个盒子正是弟弟托出租车司机送来的。弟弟留下了一封短信，原来他早已知晓父亲已经过世，他只是想用生命的最后一点时间，陪伴哥哥回到田纳西，回到劳雷尔身边，重拾希望。

## 迴響
- 该片自拍摄之日起便因为玛丽亚·凯莉的參與而备受关注，根据美国娱乐周刊报道，因为剧情需要玛丽亚·凯莉将会在新片中一展歌喉，并与美国著名乡村歌手威利尼尔森合作为电影原声带贡献一首新歌《I've Got A Right To Dream》，但威利尼尔森表示该曲并非严格意义上的乡村歌曲，而凯莉显然为歌曲增添了更多的个人特色[3]。
- 2008年4月7日，美国福克斯网站专栏率先撰写了该电影的乐评，该评论认为玛丽亚·凯莉在该片中表现非常优异，虽然凯莉走喜剧路线更为合适[4]。
- 2008年4月17日，纽约杂志网站上率先独家公布了两段电影田纳西的片断[5]。
- 2008年4月25日，纽约邮报Liz Smith专栏表示：凯莉的表演自然轻松且绝不做作，她就是那样静静地释放着自己，直到电影快结束的那一幕，当她开始在酒吧里唱歌时，或许你才会意识到原来她就是大家眼中熟知的那个性感和迷人的玛丽亚·凯莉。凯莉在该剧中表演的曲目是一首安静的歌曲，她并没有在此歌中展露她的五度高音。凯莉或许并不想成为一名电影巨星，但她在该片中的表演是成功的，我想她只是想以一名普通的女演员的身份去真正打动观众，使大家从一个不同的角度来审视她......我建议观望者都去看看这部电影，你会看到这位音乐天后身着高跟鞋在雪中行走，你会看到一位真正的女人。[6]
- 2008年5月17日，英国BBC影评人Mark Savage在戛纳电影节看完此片后表示：该片是一部不错的老式公路电影......凯莉轻松自然的表演是电影的最大亮点，如果本片缺少了她和她的表演将会平淡许多。[7]

## 链接
- 官方网站
- 互联网电影数据库（IMDb）上《田納西》的资料（英文）
- AllMovie上《田納西》的资料（英文）
- Box Office Mojo上《田納西》的資料（英文）
- 玛丽亚·凯莉主题花园